# Archidiecezja luandzka
Archidiecezja luandzka (łac. Archidioecesis Luandensis, port. Arquidiocese de Luanda) – rzymskokatolicka archidiecezja ze stolicą w Luandzie, w Angoli. Najstarsze angolskie biskupstwo.
W archidiecezji służy 480 braci i 349 sióstr zakonnych.

## Historia
Za pontyfikatu Klemensa VIII, w 1596, erygowano diecezję São Salvador de Congo (alternatywną nazwą była diecezja Angoli i Konga, funkcjonująca równolegle przez kilka wieków). Wcześniej ta część Afryki wchodziła w skład diecezji Tomé (obecnie diecezja Wysp Świętego Tomasza i Książęcej). Pierwszą siedzibą biskupstwa było São Salvador de Congo. W 1609 przeniesioną ją do Luandy (São Paulo de Loanda). W latach 20. XVII wieku na krótko powróciła ona do São Salvador de Congo.
W ciągu kolejnych lat diecezja zmieniała nazwy na:
- 1609 – diecezja São Paulo de Loanda
- 1623 – diecezja São Salvador da Congo
- 1628 – diecezja São Paulo de Loanda

W 1640 z terenów diecezji wydzielono prefekturę apostolską Dolnego Konga.
4 czerwca 1886 wydzielono wikariat apostolski Konga Francuskiego (obecnie archidiecezja Brazzaville w Kongo).
4 września 1940 papież Pius XII bullą Sollemnibus Conventionibus wyniósł diecezję São Paulo de Loanda do godności arcybiskupstwa i metropolii. Jednocześnie zmienił nazwę na obecną. W dniu tym nastąpiły również zmiany terytorialne nowej archidiecezji. Przyłączono do niej dwie zlikwidowane jednostki i odłączono dwie właśnie erygowane. Były to:
- jednostki przyłączone:
  - prefektura apostolska Dolnego Konga w Kubango
  - misja „sui iuris” Lunda
- jednostki odłączone:
  - diecezja Nowej Lizbony (obecnie archidiecezja Huambo)
  - diecezja Silva Porto (obecnie diecezja Kwito-Bié)

W wyniku rozwoju Kościoła katolickiego w Angoli archidiecezja luandzka sześciokrotnie traciła część terenów na rzecz nowo powstałych diecezji. Z omawianego arcybiskupstwa wyodrębniły się:
- 25 listopada 1957 – diecezja Malanje (obecnie archidiecezja Malanje)
- 14 marca 1967 – diecezja Carmona i São Salvador (obecnie diecezja Uije)
- 10 sierpnia 1975 – diecezja Ngunza (obecnie diecezja Sumbe)
- 2 lipca 1984 – Diecezja Kabinda
- 26 marca 1990 – diecezja Ndalatando
- 6 czerwca 2007:
  - diecezja Caxito
  - diecezja Viana

Archidiecezję dwukrotnie odwiedzali papieże:
- Jan Paweł II w czerwcu 1992
- Benedykt XVI w marcu 2009

## Biskupi Luandy
Posługę biskupią w Luandzie pełni od 8 grudnia 2014 arcybiskup Filomeno Vieira Dias. Biskupami pomocniczymi są António Lungieki Pedro Bengui i Fernando Francisco.